# Mynes nigrodiscus
Mynes nigrodiscus är en fjärilsart som beskrevs av Hall 1935. Mynes nigrodiscus ingår i släktet Mynes och familjen praktfjärilar. Inga underarter finns listade i Catalogue of Life.